# Kazimierz Elżanowski

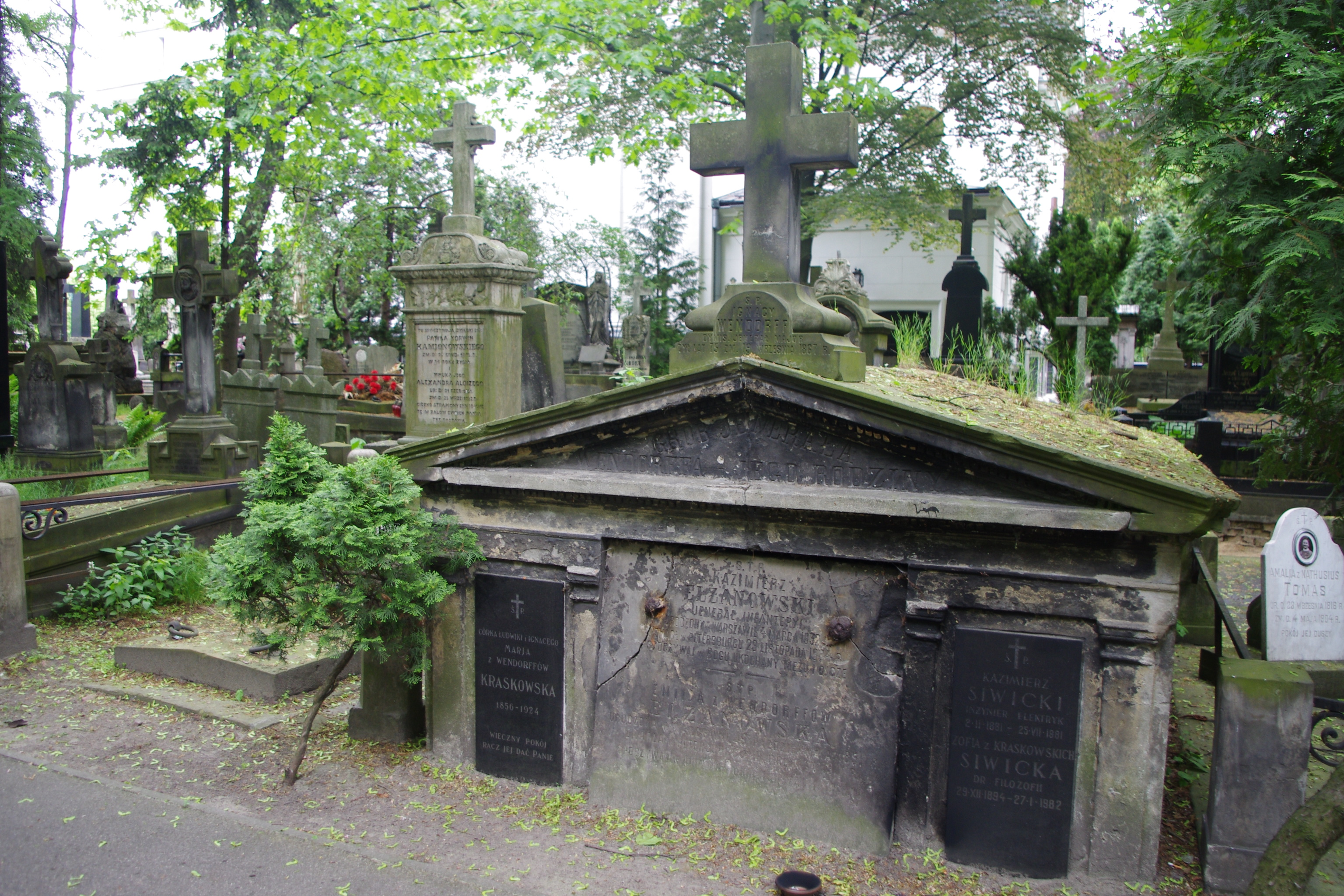
Grób gen. Kazimierza Elżanowskiego na Starych Powązkach w Warszawie

Kazimierz Michał Andrzej Elżanowski (ur. 4 marca 1832 w Warszawie, zm. 29 listopada 1904 w Petersburgu) – Polak, generał piechoty (odpowiednik obecnego generała bronii) armii rosyjskiej (awansowany w 1893).
Był synem Juliana, asesora Trybunału województwa mazowieckiego i Franciszki Barbary Szczanieckiej. Pochowany na cmentarzu Powązkowskim w Warszawie (kwatera 11-6-22/23).
Jego córką była Emilia Elżanowska.